# 色

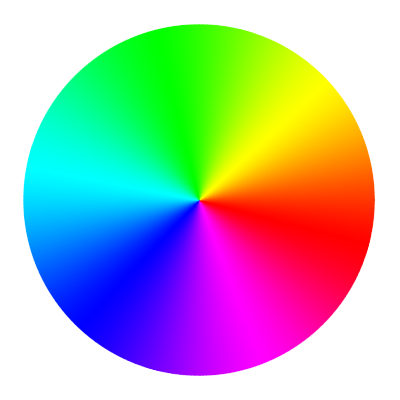
色相環

色（いろ、英語: color）は、可視光の組成の差によって感覚質の差が認められる視知覚である色知覚、および、色知覚を起こす刺激である色刺激を指す。
色の認識には、光源・物体・視覚の三要素が必要である。
色と光に何らかの関係があることは古くから知られており、アリストテレスは「色は光と闇、白と黒の間から生じる」と述べている。しかし、色の本質が明らかになるのは20世紀になってからである。現代科学では色は目の前にあるというより色彩の認識として存在すると考えられている。
色覚は、目を受容器とする感覚である視覚の機能のひとつであり、色刺激に由来する知覚である色知覚を司る。色知覚は、質量や体積のような機械的な物理量ではなく、音の大きさのような心理物理量である。例えば、物理的な対応物が擬似的に存在しないのに色を知覚する例として、ベンハムの独楽がある。同一の色刺激であっても同一の色知覚が成立するとは限らず、前後の知覚や観測者の状態によって、結果は異なる。

## 色の様相

### 色の分類

#### 物理学上の分類
色は物理学上では光源色と物体色に大きく分けられる。
光源色
太陽や電球、ネオンサインなどのように光源が発する光の色のことを光源色という。
物体色
物体に光を当てた時に認識できるその物の色のことを物体色という。物体色には表面色（反射色）と透過色がある。表面色（反射色）はリンゴの表面の赤色のように物体に光が当たった際に特定の波長の光のみが反射されることでもたらされる（白の場合はすべての光を反射し、黒の場合はすべての光を吸収する）。透過色はメロンソーダの緑色のように半透明の物体を光が通過する際に吸収されずに透過した特定の波長の光によってもたらされる。

#### 色彩学上の分類
炎や電球が写り込んだ写真では実際にそこから光を放射しているように見えるなど、実際の色の認識は光源色と物体色では説明できないことが知られている。そのため色彩学では面色と表面色という色の見え方の違いが重要とされている。
面色
視界に入る一面が青空のときのように位置関係や距離が不明瞭で奥行きのない二次元の色の見え方。
表面色
通常、物体の表面に現れているもので位置関係や距離などが明瞭に認識できる色の見え方。

### 色の三属性
色の見えは光源や物体によって変化するが、色味とその濃淡（強度）や明暗を具えている点で共通する。これは、色相(Hue)・彩度(Saturation・Chroma)・明度(Value・Brightness)と呼ばれる。色相・彩度・明度は合わせて色の三属性と呼ぶ。色空間の一つHSV色空間(英: HSV model)は、この三つの成分からなる。
白や灰色、黒のグレースケールは、明度で区別され、色相を含まず彩度が0である。このような色を無彩色と呼ぶ。グレースケール以外の色は三属性すべてを持つ有彩色である。
血色などは体調などに対する反応に過ぎず、色ではない。上記の様に、色の三属性を全てを具えたものが色であり、「色には明度が無い」とか「白や黒は色ではない」などと主張している人たちが、志向しているものは色ではない。

#### 色相
色相は赤・橙・黄・緑・青・紫といった色の様相の相違である。「ピンク色」「レモン色」「ライム色」「空色」「赤茶色」「薄紫色」「肌色」「水色」などの色合いを表現する名詞と知覚内容を表す述語、そして、固有色名は色相を表現する語彙ではない。
色相は特定の波長が際立っていることによる変化であり、際立った波長の範囲によって、定性的に記述できる。ただし、常に同じ帯域が同じ色に見える訳ではない。連続して変化していく色味を円環上に並べたものを色相環と言う。白、黒、グレーを除く全ての色は、色相環に配置される色相のいずれかに属する。
色相の連続的な変化を示す例を3つ挙げる。
|  |  |  |  |  |  |  |  |  |  |  |  |
|  |  |  |  |  |  |  |  |  |  |  |  |
|  |  |  |  |  |  |  |  |  |  |  |  |
|  |  |  |  |  |  |  |  |  |  |  |  |
|  |  |  |  |  |  |  |  |  |  |  |  |

#### 彩度
彩度は色の鮮やかさを意味する。物体の分光反射率が平坦になる程、彩度は低くなる。また、色相によって彩度が高いときの明度が異なる。
彩度の連続的な変化を示す例を3つ挙げる。
|  |  |  |  |  |  |  |  |  |  |  |
|  |  |  |  |  |  |  |  |  |  |  |
|  |  |  |  |  |  |  |  |  |  |  |
|  |  |  |  |  |  |  |  |  |  |  |
|  |  |  |  |  |  |  |  |  |  |  |

#### 明度
明度は色の明るさを意味する。明度の高低は、物体の反射率との相関性が高い。光の明暗に関して、明るさ (brightness, luminousity) があるが同様の知覚内容を指していると言える。色相に属さず、明度の違いによって区別される、白、黒、グレーなどの色を無彩色という。対して、色味を僅かでも持つ色は有彩色と呼ばれる。純色の中では、ニュートラルな黄色が最も明度が高く、ニュートラルな青は最も明度が低い。
明度の連続的な変化を示す。
|  |  |  |  |  |  |  |  |  |  |  |

### 特殊な色

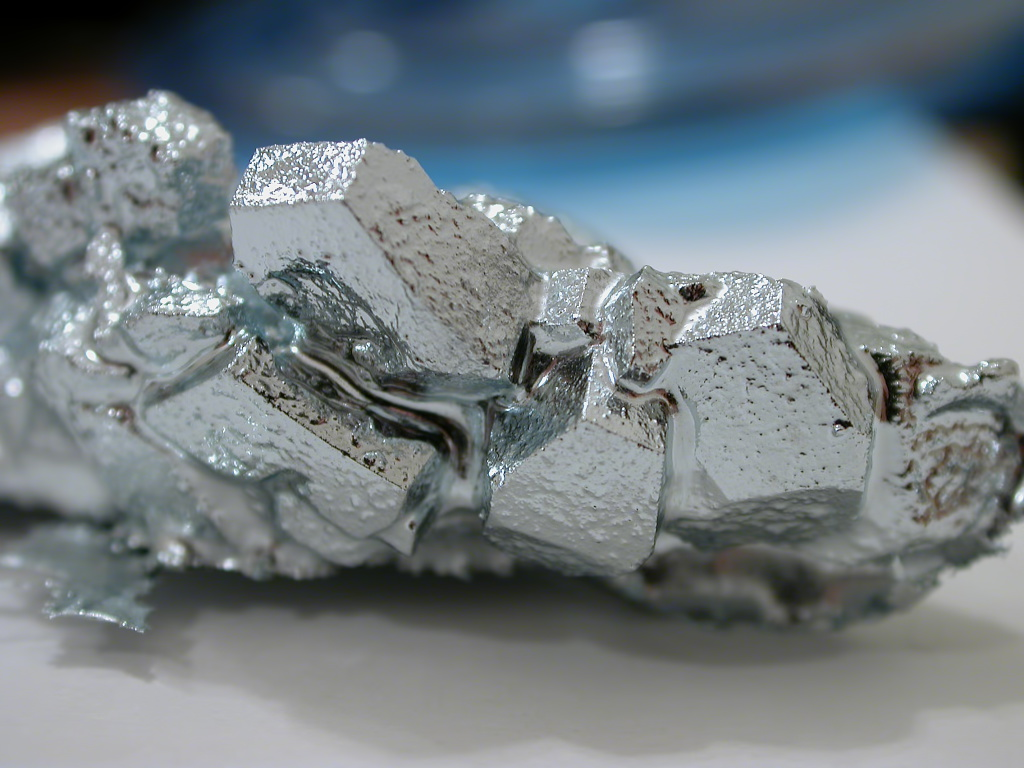
ガリウム の結晶。
分光反射率はよく似通っているが、光の経路や光度によって色は異なる。

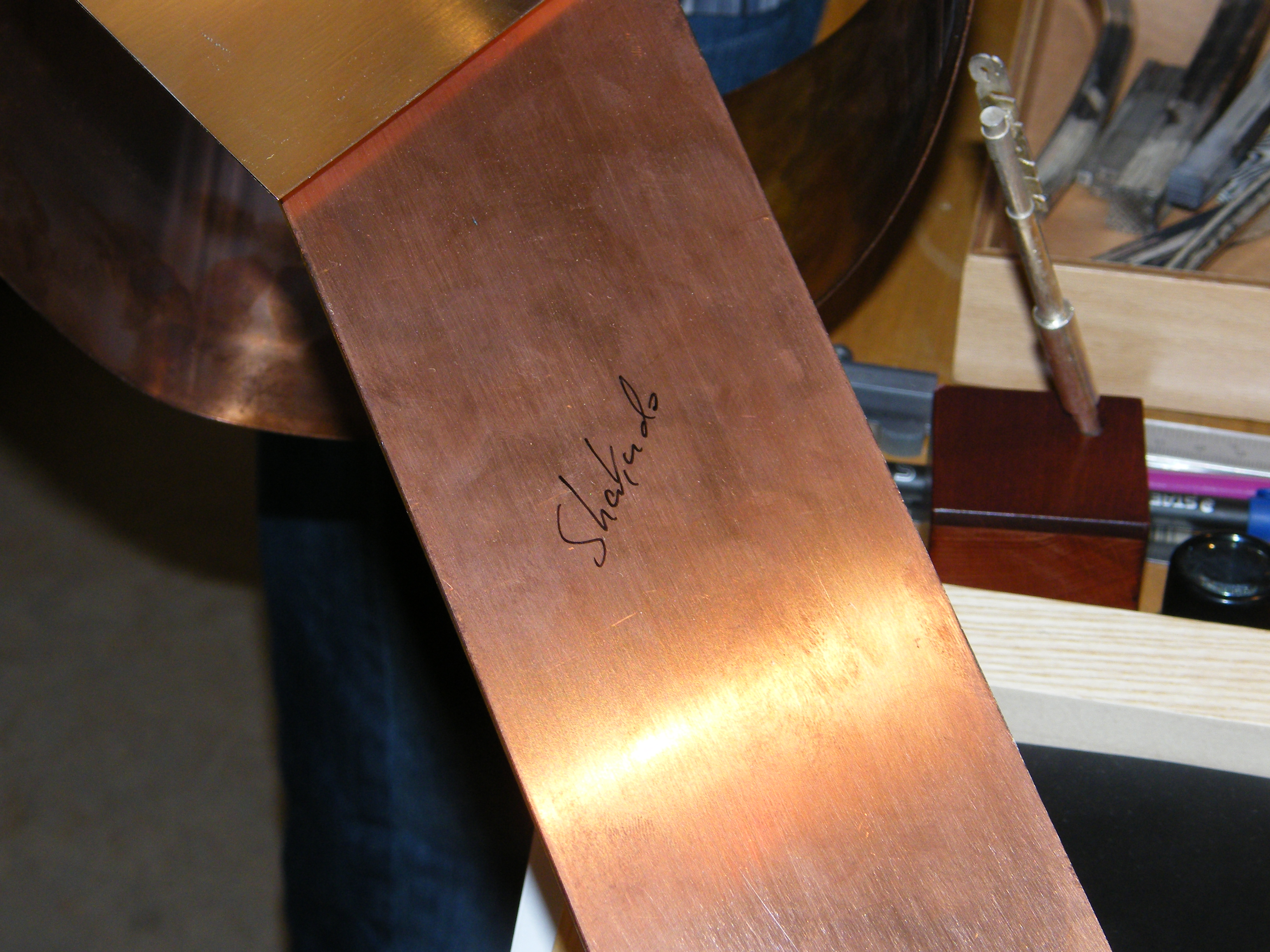
色上げ前の赤銅の板。

蛍光色や金属光沢を有する色は特殊な色として挙げることができる。なお、ここに掲げる色、特に特定条件における特定の部分の色を色の三属性で指定することは可能だが、指定される条件への依存度が大きく、色の指定としては有効ではない。

#### 蛍光色
蛍光顔料には、昼光蛍光顔料（有機蛍光顔料）と燐光顔料（無機蓄光顔料）がある。昼光蛍光顔料は蛍光染料の加工品である。昼光蛍光顔料は紫外線も含め吸収した光エネルギーの波長を変え、通常の反射光と合わせて反射する。このため、高い明度、高い彩度を示す。波長の移動は、長波長側に向かって起こるので、蛍光色は暖色に多い。燐光顔料は、残光性がある物で、蓄光顔料とも言う。有機蛍光顔料とは異なり、顔料そのものの色は弱く、夜光顔料に利用される。

#### 構造色
光の波長あるいはそれ以下の微細構造による干渉や回折、散乱により物体が色付く現象を構造色と呼ぶ。構造色として有名なものに、昆虫のモルフォチョウ、コウトウキシタアゲハ、タマムシ、他にカモの羽根、宝石のオパールなどがある。油膜やコンパクトディスクの記録面の虹色も構造色といえる。

#### 金属色
金属の粉末で金属光沢を有する粉末を顕色成分とする塗料などの色を金属色と称することがある。金属光沢は、金物一般に特有な、滑らかな表面に見られる光を反射する性質のことである。

## 色彩
類語に色彩（）がある。光の刺激による視覚系の感覚で物体の表面がある部分の波長の光を反射することによる「物体色」と、光源から発する一定の波長の光による「光源色」とに大別される。デザインの対象となるのはおもに物体色で、その見え方は、色相・明度・彩度の三属性で表される。
日本産業規格（JIS）においては色と同義語であるものの、彩り、傾向などを指す語として知られることから、日常語のみならず、色を狭義に捉えようとする、科学、工業などの文脈においても広く色の語が用いられている。
ある対象の地域・地区・施設などの色彩に関する計画を周辺の自然環境、人工環境に配慮して行うことを色彩計画という。
自然、地形、景観的特長を把握するとともに、対象の種別を考慮して計画を進めていく必要がある。また、計画される色彩が整備内容と整合するか、心理的な印象と整合するかなどの検証も求められる。
景観対象がもつ色彩的構成がその景観の印象を決定づけるような場合の表現を色彩景観と呼ぶが、「空」などはその典型例であり、落ち着いた景観、華やぐような景観など、人の感情に訴える風景を生み出すうえで色彩の果たす役割は大きい。
また、2つ以上の色を組み合わせて「間 (ま)」をつくり出すことを色彩調和と呼び、「まとまりのある美しさ」人の感情の快・不快に関係し、色彩調和論も著者の数だけの法則があるといわれている。

## 色と色覚

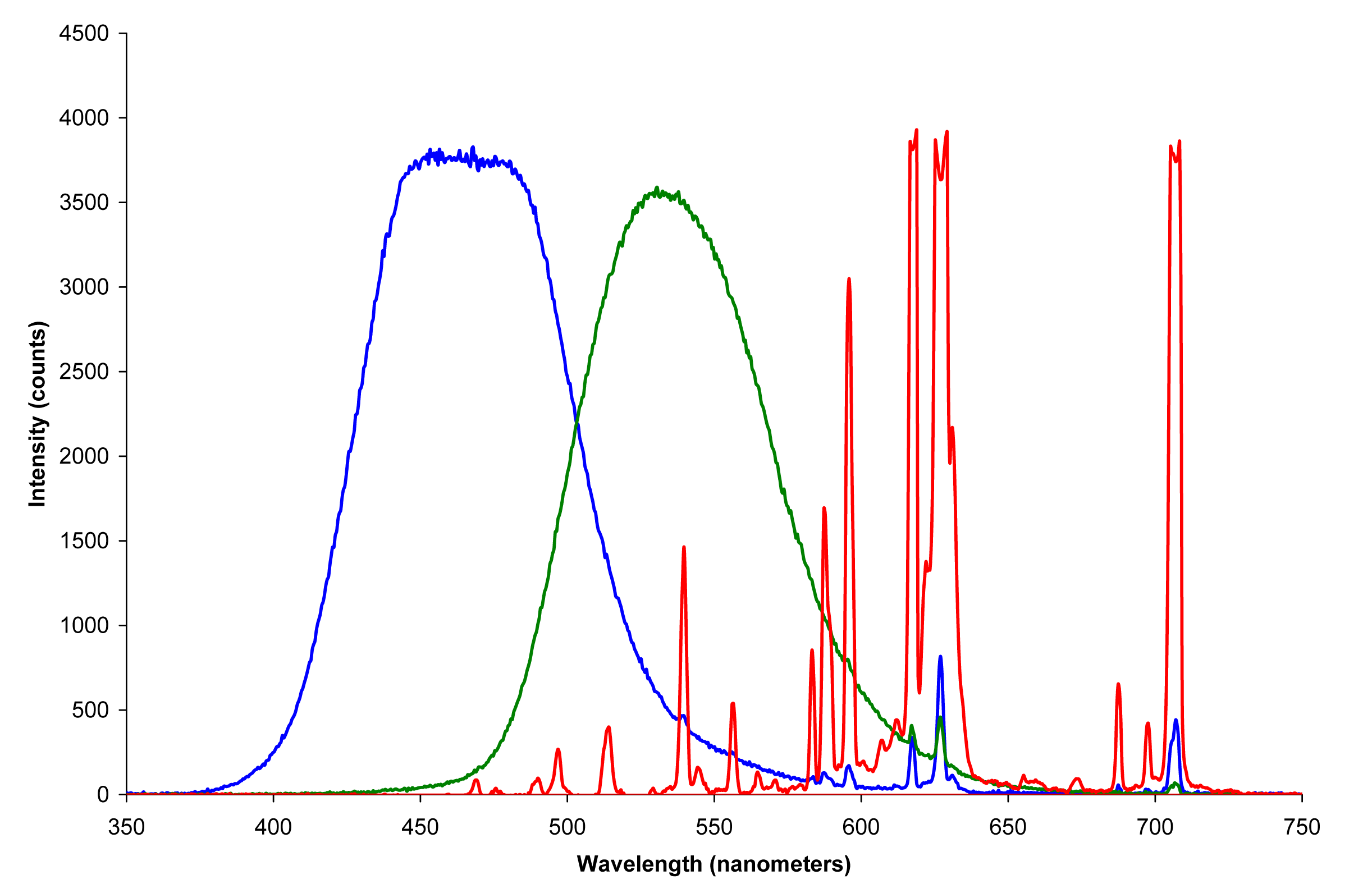
赤・緑・青の蛍光物質の発光スペクトル。カラーブラウン管の「加法三原色」に使われているもの

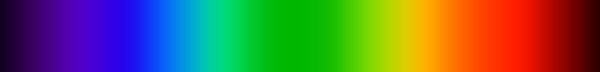
スペクトル

物理学的には、光学を基礎とし、色の変化は、物体と物体を照らす光との相関を用いて説明される。物体に入射する何らかの波長の光が観測者の方向へ反射（正反射・乱反射を含む）する際に、その物体の物性に応じた特定の波長のみが反射されそれ以外は吸収される（＝波長に応じ反射率が異なる）という現象が起こる。観測者には反射された光だけが届くため、その波長に基づき判断される色が、「その物体の色」として認識される（つまり、光そのものに色という性質はなく、光を受けた器官が色を作っている）。
またそのように観測者に届く光とそれに対する認識とに左右されるため、一般的な色は、人間の視覚すなわち可視光線の範囲内を基準として表現されている。逆に言えば、可視光線の範囲を超えた波長の光について観測すると、可視光域で見た場合に比べて全く別の「色」や模様になっている物体もある。例えばチョウの羽根の模様は紫外線領域では人の肉眼で見る場合とはまた異なる鮮やかな模様を描き出し、真っ黒に焼け焦げた新聞紙などは赤外線領域のある波長では燃えた紙とインクが燃えた部分とで反射率が異なるため書かれていた元の内容を読むことが出来る。
生理学的に言うと、網膜内にある3種類の錐体細胞が吸収する可視光線の割合が色の感覚を生む。これらの錐体細胞は、それぞれ長波長・中波長・短波長に最も反応するタンパク質（オプシンタンパク質）を含み、順にL錐体・M錐体・S錐体と呼ばれる。霊長類におけるL錐体とM錐体はかつて2種類だった色刺激の受容器の片方が進化の過程で分岐したものであるとされており、分光感度特性が近い。なお、L , M , S の各錐体は以前赤・緑・青で呼ばれていたが、誤解を招くとしておおむね2000年代以降は専門家は赤・緑・青では呼ばなくなっている。
ある人が視覚を通して受け取る光の波長が変化すると、それに伴って変化する視覚経験の内容が色であると言える。ただし、正常の色覚を持つ者以外に、正常の色覚をもつ人と色知覚が部分的に整合しない人（色覚異常）、1色覚(全色盲)や全盲など色覚を持たない人もいるため、この事例にも例外がある。しかしながらこの事態に限っては、色覚特性があっても知覚可能な波長にあっては事情は同様である。また、1色覚であっても、波長の長短の知覚が成立する場合があり、どちらかといえば長波長を好む傾向がある。
無色の紙のように、全波長において高い反射率で乱反射する物体は白と呼ばれる。一方、全波長において反射がほとんど無い場合、その色は黒と呼ばれる。近似的な黒体は、例えば中空の物体に微小な開口部を設けることで実現できる。この場合、中空の部分に入った光はほとんど吸収され外に出てこないので、反射率はほぼゼロになる。

### 色にまつわる見解
色を説明する場合に、様々な色彩理論を集合的に概説する場合がある。代表的なものに三原色と反対色性がある。色彩にまつわる現象は様々あり、照度や輝度、反射率の変化に従って、見える色も変化する。ベツォルト・ブリュッケ現象やアブニー効果など様々な見解が知られている。

#### 三種の錐体細胞と三原色

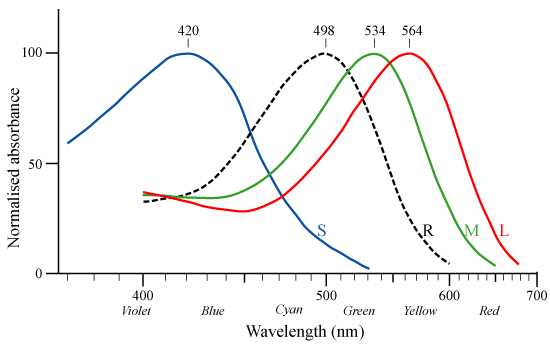
人間の錐体細胞 (S, M, L) と桿体細胞 (R) が含む視物質の吸収スペクトル

人間の視覚が色を認識する際には、その光の分光分布を直接計っているのではなく、眼球の錐体細胞に含まれる3つの色素が光を吸収する割合を計っているに過ぎない。そのため、独立した複数の色を合成する事で人間に別の色を感じさせる事ができる。
例えば、黄の波長の光は、赤の波長の光と緑の波長の光の組み合わせによってほぼ同じ刺激を与えることが可能であり、黄は赤と緑の組み合わせの光として表現出来る。そしてこの場合、黄の波長だけが眼球に入っている場合と、赤の波長と緑の波長が組み合わされて眼球に入っている場合を人間は区別できない。各錐体の出力は、全波長にわたってその錐体に当たる光の量によって決まるためで、これを単一変数の原理と呼ぶ。
ディスプレイ、印刷、絵具など、色を表現するメディアは様々である。これらを光源、もしくは、透過光および反射光に着眼して分類した場合、特徴的な色の傾向が異なる。これを便宜的に色に着眼してグルーピングして、加法混合と減法混合、RGBWとCMYK、RGBとCMYなど、いくつかに分けて説明する場合がある。
原色はどの色なのかと問う人がいるが、実際に選択される塗料やインク、あるいはカラーフィルターその他が形成する「原色」の色合いが、常に特別に優越される色合いだという訳ではない。減法混合においては彩度が高い状態において明るいものにある種の優位性が伴う。効果的に色を表現できる着色材料は重宝されるが、一定の方向性、共通性はあってもその色相や色調は一致しない。原色の説明はあくまで単純化された抽象論に過ぎない。その上、理想的な原色は実在しない。

#### 色の混合
ここで挙げるのはあくまで、一般的な色覚を持つ人間を基準にした色の混合の様態である。二色型の色覚を持つ人は、2つの完全な原色でその人が知覚可能な全ての色を合成することができると考えられており、4つないしそれ以上の錐体（もしくはそれに相当するもの）を持つ生物にとっては、4つないしそれ以上の「原色」が必要になる。また、ヘビが持つ赤外線検知器であるピット器官の情報は脳の視覚野に入っており、視覚情報として処理されていることが証明されている。つまり、ピット器官を持つヘビ（マムシなど）にとっては温度情報もまた原色の一つであろう。人間は偏光をハイディンガーのブラシと呼ばれる現象を除いてほとんど知覚できないが、水中生物の一部や昆虫など、知覚できる生物が存在する。それらは透明なものを偏光の回転程度の違いにより見ることができたり、曇り空でも太陽の正確な方向がわかると考えられている。そのような生物には、人間が実際の色に近いと判断する写真も、実物と明らかに異なる色合いに見えると考えられる。

##### 加法混合(RGB)

色光の三原色による加法混合

有色の光線によって色を演出する場合、光を加える形で色を合成する（加法混合）。このとき、積極的な発光によらない、黒さ（暗さ）を表現できる仕組みが求められる。この結果、効率的に光の透過を抑えることが出来る塩素を含む顔料が採用される場合が多くなる。
白色の光を合成するための波長を「光の三原色」や「色光の三原色」と言い、下記の三色を用いる。カラーフィルターを用いる場合に採用される顔料の一例を上げると、赤がPigment Red 254に少量のPigment Orange 71、緑がPigment Green 36に少量のPigment Yellow 138、青がPigment Blue 15:6に少量のPigment Violet 23、などである。これはあくまで例であり、これ以外の顔料の組み合わせは使用されている。以前は「橙」「緑」「紫」の組み合わせも試みられたが成功しなかった。カラーフィルターのスペクトルは下記の波長とは性格が異なり、一致しない。
- R:赤（波長: 625-740 nm 周波数: 405-480 THz）
- G:緑（波長: 500-565 nm 周波数: 530-600 THz）
- B:青（紫みの青、群青色）（波長: 450-485 nm 周波数: 620-665 THz）

##### 減法混合(CMYK)

色料の三原色による減法混合

一方、物体の表面を特定の色にするためにインクなどを塗る場合、元の光を遮る形で色を合成する（減法混合）。その合成の元になる色は一般に「色の三原色」や「色料の三原色」と言われ、シアン、マゼンタ、イエローの三色（下掲）を用いる。この三つの材料を混合すれば、光の三原色の場合と反対に黒を作ることが出来る。しかし、この三色によって白を構成することは出来ない。
故に、印刷などに用いる場合には白色素材の表面に使用することが前提となる上、白色の併用が必要になる場合もある。また、透明性の高い着色材(colorant)を使用しても、三原色の重ねや混合で成立する黒は理想とは異なり、純黒にはならない。このため、より自然に色を現す目的で黒色の着色材が併用され、これは一般にCMYK(Cyan, Magenta, Yellow, Key plate) と呼ばれる。
- C:シアン（緑みの青、藍）（例えば、フタロシアニン青、Pigment Blue 15:3）
- M:マゼンタ（赤紫、紅紫色、紅）（例えば、キナクリドン赤、Pigment Red 122[注 6]）
- Y:イエロー（黄色）（例えば、アゾ黄、Pigment Yellow 74やPigment Yellow 128など[9]）
- K:ブラック（黒）

#### 反対色性
光の混合においては、橙と青によってマゼンタなどの紫の色相が得られ、橙と緑を混ぜると黄の色相を得ることが可能である。このとき、紫には元の赤味も青味もあるが、黄においてこの印象は寡少である。黄には元の色彩（赤、緑）がないと主張する人がいる。しかし、現実に得られる黄は赤気味であったり、緑気味であったりする。赤気味でも緑気味でもない「理想の黄」が現実に得られるとは断言できない。また、黄と青から白を作る場合も、元の色味が極度に減少する。このような色味を打ち消しあう性質を反対色性、色自体についてはもう一方の色の反対色、補色という。ただし補色という語は厳密な反対色を意味しない場合が多い。
反対色性は網膜から大脳へ効率的に色情報を伝達しようとするために生じると考えられている。なぜなら、それぞれの色は錐体応答間でも高い相関があるからである。そのため、相関が低くなるよう線形変換し、冗長性を低減している。

### 色覚の認知と比較
同一の個体の色覚は、ふつう安定していると考えられている。光源が多少変化しても同じ物体の色が同様に見えるのは、色の恒常性があるからである。
複数の個体間で知覚される色がどのような色であるかを直接すり合わせることは出来ないが、人間同士であれば言語やカラーチャートを用いて情報交換することが可能である。他方で、人間が様々な生物の色覚を知ろうとする試みがあり、色覚の有無や性質が研究されている。

#### 色の恒常性
人間が光線の波長そのものを知覚しているのではなく三種類の錐体の出力比を知覚していることを述べた。これだけでは例えば、極端に黄色い照明の下では全てのものが黄色く見えてしまうはずだが、実際には色味のある照明の下でもその照明に支配されない認識が得られる。これを色の恒常性という。
人間の視覚には慣れや知識などによる補正があり、多少の光源の色度の違いは補正される。このため昼と夕方とでは日光の波長分布が違うにもかかわらず、物体は同じ色に見える。太陽光と異なる波長分布を持つ照明下でも「白色」のものは白色と感じられる。例えば、「白熱灯」の波長分布はその名に反してかなり赤に偏っているが、その照明下でも白い紙は白く見える。周囲の色々なものの見え方からそのときの照明条件を推定し、その推定に従って色の見え方を補正していると考えられる。
太陽光と同じ波長分布の光が最も自然な白色とされるが、それより青成分の強い光を「爽やかな白」と感じる人が多い。故に多くのディスプレイ上に表現される白色は純白より青味が強い色になっている。そのような青味の白も極端でなければ、日常的に白を吟味していないような多くの人の眼には「青」でなく「爽やかな白」と感じられる。
夜間など十分な光の得られない環境では、錐体の機能が低下する。暗所で働く桿体は錐体と比較して赤色光への感度が低いため夜間には赤と黒の識別が困難になるのだが、そのような環境にあっても赤色であると知っているものは赤く見える場合がある。例えば、黒く塗った林檎を暗い環境下で見せると赤く見える、といったことが起こる。
太陽光線の波長分布は季節や時刻によって異なる。また、周囲に反射した光によっても影響される。例えば周りが青い物ばかりならば反射光によって環境光は青さが増す。だが、周囲の色に引きずられて物の色が違って見えては困るであろう。色の恒常性は、そのような場合でも出来るだけ一定の色覚を保つために発達したとの考えは、ある自然さを持っている。ただし、この補正にも限度があり、極端に偏った波長分布では補正しきれない。

#### 色覚の共有
同じ組成の光を受けた場合でも、それをどのように知覚するかは人それぞれの目と脳の相関関係によって異なるので、複数の人間が全く同一の色覚を共有しているわけではない。同様に、ある人が同じ物を見ても右目と左目では角度や距離が異なり、見えた色も一致しない。他者の色知覚を経験する手段は存在せず、同一の色知覚を共有することも不可能である。
また、知覚した色をどのような色名で呼ぶかは学習によって決定される事柄であり、例えば緑色を見て二人の人間が異なる知覚を得たとしても、二人ともそれを「緑」と呼ぶので、色覚の違いは表面化しない。
色覚の違いが表面化するのは、複数の色の区別に困難が生じるなどの場合である。大多数の人間とはっきり異なる判断をおこすものの色覚特性を指して、その生理については色覚異常、機能については色覚障害と呼ぶ。
いわゆるバリアフリーと呼ばれる動向において、色覚異常の者に対する配慮が必要であるという意見がある。他方で、眼科学においては、1型色覚および2型色覚に代表される多くのケースでは、日常生活に大きな支障をきたしていないという考え方が定説とされている。
標準化団体であるW3C は、HTML の色使いは色覚異常に配慮したコントラストを保つべきだとして綱領を出している。HTML は 16,777,216 色（23×8 色）が表現出来るが、環境に依って見え方は左右される。256 色環境で Windows と Macintosh に共通する 216 色（63 色）の事をウェブカラーと言い、この 216 色は見え方が環境の違いに左右され難いため、使用が推奨されている。

## 色の作用、効果
- 人間には感知し易い色と知覚し難い色がある。色の差の認識されやすさは色の視認性と呼ばれる。色が人の注意を引きやすく目立つ度合いを、色の誘目性と呼ぶ。一般に彩度が高い方が視認性と誘目性は高くなるとされる。寒色系よりも暖色系のほうが誘目性が高い。一般に、色相が離れているほどコントラストが強くなるため、視認性が高まる。
- 色は人の奥行き感や距離の判断に影響を与える。暖色系の色は実際よりも飛び出して見える進出色、寒色系の色は引っ込んで見える後退色である傾向がある。一般に、彩度が高い方は進出し、低ければ後退して見え、無彩色よりも有彩色が進出して見える。さらに、背景の色との関連もあり、背景が明るい場合は暗いほど、背景が暗ければ明るいほど、進出して見える。
- 隣接する色との対比で見え方が異なってくることを同時対比という。明度対比、彩度対比、色相対比、補色による彩度対比、色陰現象などがある。反対に、隣接する色に近似して見える現象を同化現象(フォン＝べゾルト効果)という。面積比が大きい場合、線が細い場合にその効果は大きくなる。
- 配色により、重なっている部分を透けているように見せることができる。これは、透明視(セロファン効果)と言われる。
- 同じ色でも面積が大きくなると明るく彩度が高く見え、暗い色はより暗く感じる。また、線の太さが同じでも、明度を落とすと細い線のように見える。
- 実際より大きく見える色を「膨張色」、小さく見える「収縮色」という。赤や黄など暖色系の色および白色は膨張色で、他の色より知覚し易い。日本の児童の帽子やランドセルカバーが黄色なのは、知覚し易い色を採用する事で自動車事故を減らす狙いがあるからである。反対に、青や黒などの寒色系の色は収縮色である。実際に黒色の自動車は他の色に比べて事故が多く、そのためバスやタクシーの車体は黒色を避けているものが多い。[疑問点 – ノート]また、囲碁の碁石も黒石と白石が同じ大きさの場合は黒石の方が小さく見えてしまうので、黒石を一回り大きく作っている。
- 人間が暗闇で見え難い色は、茶・黒・青・紫であり、見え易い色は、黄・白・オレンジの順番である。
- 乳幼児は赤色を強く認識するので、乳幼児の玩具は赤色を基調に作られている。老人性白内障に罹ると水晶体が黄色く濁り、波長の短い青色緑色系統の色は黒っぽく見えるようになる[13]。このため老人はガスコンロの青い炎が見え難く、火傷や火事を起こし易い。
- 安定した元素である炭素を素材とする墨や複写機のトナーの複写やコピーで描いた文字、図形や絵画などは紫外線に対して耐光性があり、また空気中や水中の酸素による酸化によって色褪せ、退色や変色することは少ない。木簡の文字はその典型例である。他方で、玩具やアニメ、美術のように、生理的な弁別が容易で単純な色を多用する分野・領域がある。多くの印刷や塗装と異なり、明るく鮮やかな色を多用するとか、色素の濃度を高くしたり塗料を厚く塗ったりして、色の飽和度を高くしたり、色素の存在比を大きくして生理的な弁別の容易さを高めるなどした結果、変わった色になっている場合が多い。絵具などは消費量が少なく、使用法が厳密でない上に消費者によって随分異なる為、原料の品質が低く、色が良くない[注 7]。ターナーやゴッホ、ピカソやシャガールなど著名な画家達が色覚異常だったとの説もある。

## 文化における色

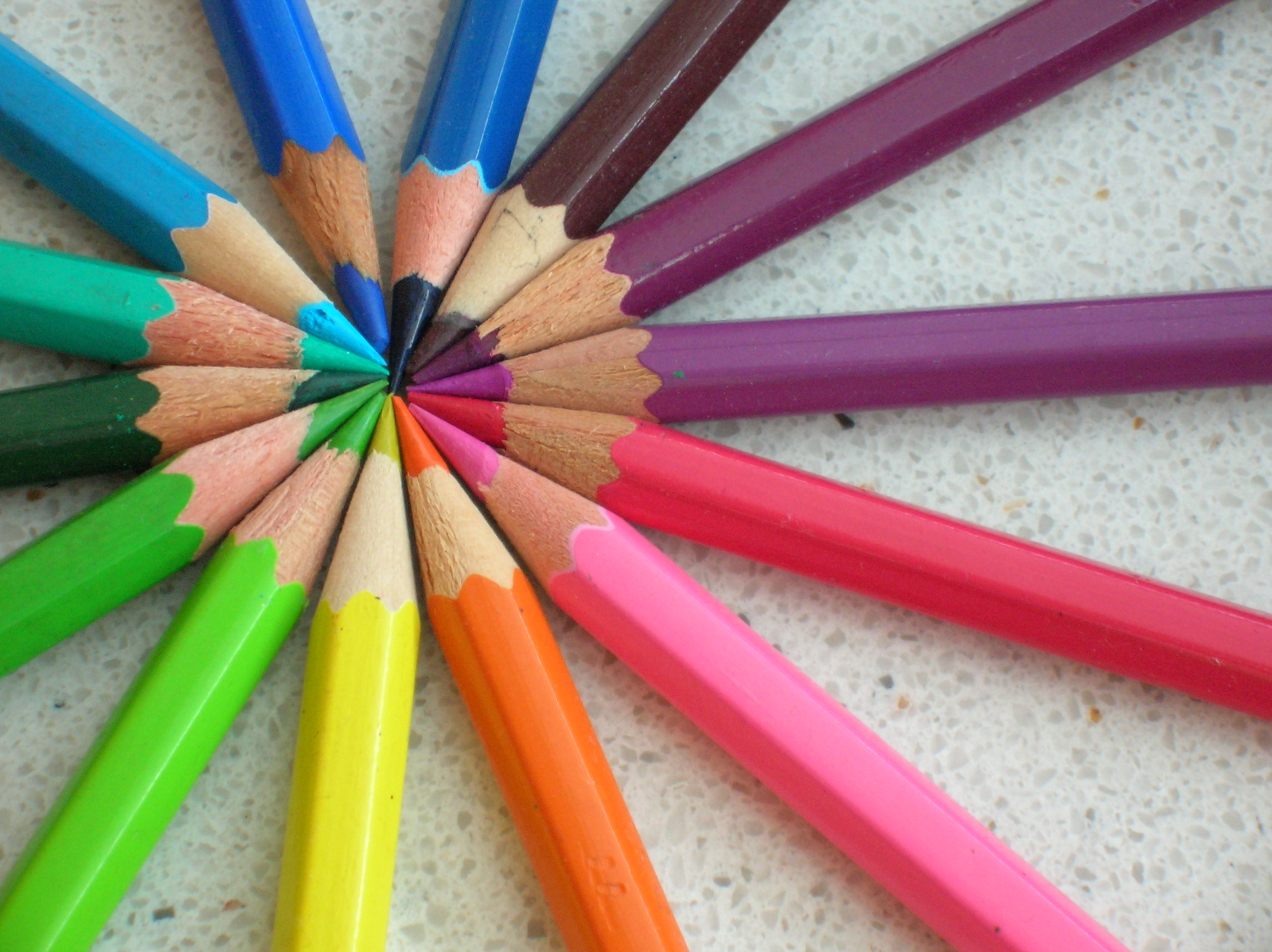
色鉛筆。
美術において色は重要な要素である。

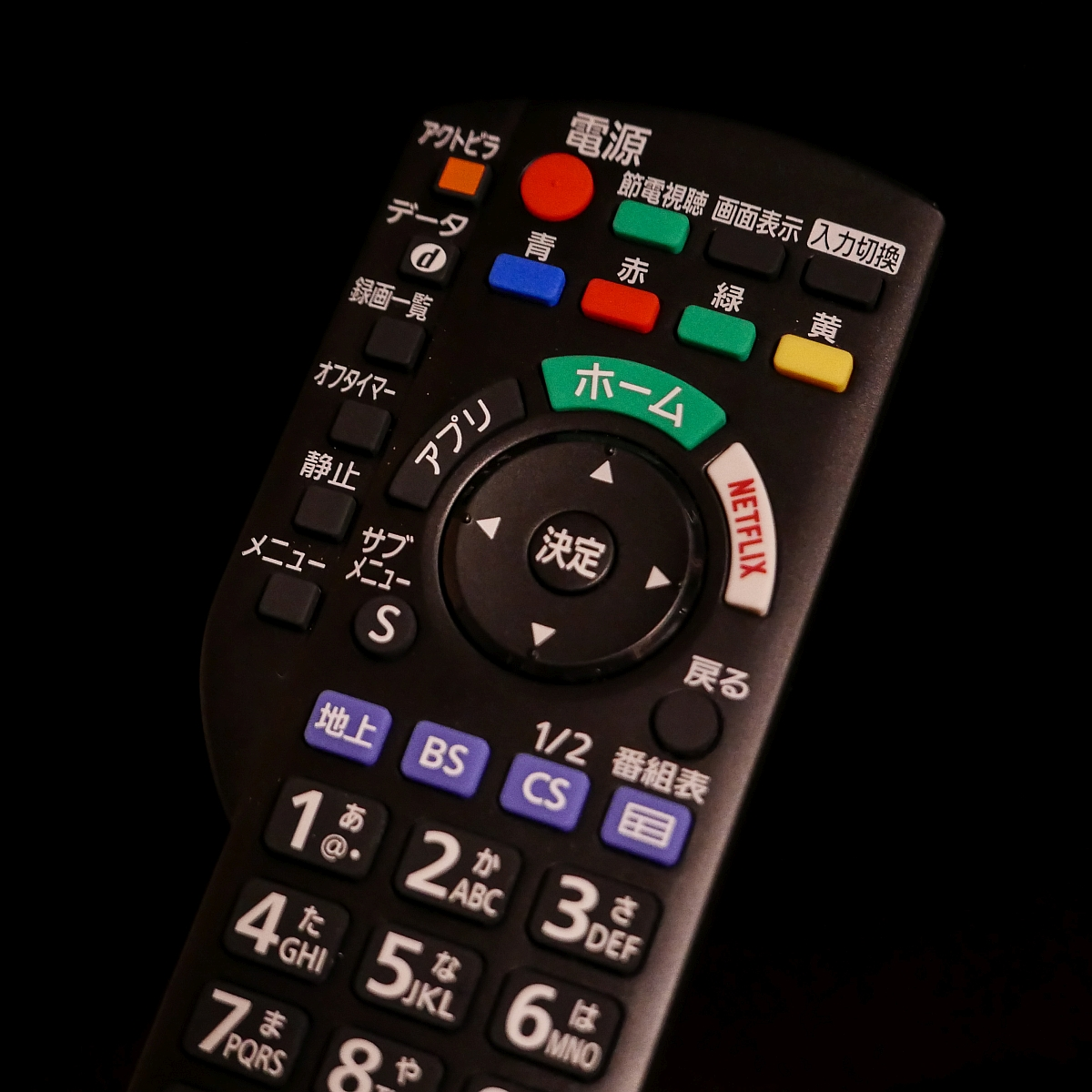
データ放送のコンテンツ選択時や双方向番組の視聴者投票などで用いる、4色のボタン

一般に、色は、生活や文化、産業や商業、デザインや視覚芸術の重要な要素であり、ある「様式」「作風」「文化」の特徴の一つに、特定の色の使用、特定の色の組み合わせ、色と結び付いた意味などが含まれている場合も多い。

### 色名
色名とは色の名のことである。基本色名、系統色名、固有色名などがある。あらゆる文化には、RGB や CMY と同一視出来ない、それぞれの文化的な原色がある。それはその文化の背骨となっている言語の中での、最も古い色名からたどれる。そのような色名は基本色名と呼ばれる。特別な名前が付けられた色や、また名前の付けられていないような色もあるが、それらは全て基本色名で言い換える事ができる。例えば、「蘇芳色（すおういろ）」は基本色名の「赤」と言い換えることができるし、空の色や海の色などをまとめて「青」と呼べる。

### 色に対する一般的な印象
色彩は様々な感情を表現したり、事物を連想させることがある。国や文化などによって違いはあるが、一般的な印象は次のようなものである。しかし、今日では喪服は黒が一般的だが江戸時代までは白が一般的だったように、時代や文化による影響も大きい。
白
善、雪、無、保守、真理、清潔、純粋、無罪、無知、賛成など
黒
夜、権威、悪、死、防衛、武勇、汚濁、有罪、炭、富裕層など
栗（茶色）
土、豊穣、糞、執着、田舎、秋など
赤
血、生命、火、左翼、革命、力、愛、女、情熱、危険、熱暑、勇気、攻撃、敵、電気、太陽（日本）など
橙
温暖、快活、陽気、幸福、誇り、野心、忍耐など
黄
太陽、穀類、電子、金、注意、臆病、活発、明快、乾燥、地下、王位、色欲など
緑
植物、自然、安全、健康、希望、幼稚、平和、新鮮、湿潤、嫉妬（英語圏）、エコロジーなど
青
水、冷静、知性、内面、右翼、悠久、未来、誠実、味方、防御、貧乏、憂鬱、寒冷、涙、男、月、安全など
紫
王位、高貴、正義、優雅、神秘、節制など
金
神、宝、光、生など
灰
中立、不潔、陰鬱、不変、沈静など
青は男、赤は女を意味するという認識は日本のみならず世界の国々が有しているという調査結果がある。
職種、階層、貧富を言い表す際にも色が用いられることがある。例：ホワイトカラー（事務職）・ブルーカラー（肉体労働職）、ブルーブラッド（貴族。首筋が日焼けせず静脈が見える人間）・レッドネック（白人の肉体労働者。屋外労働で首筋が赤く日焼けしていることから。アメリカ南部者）・ホワイトトラッシュ（貧乏な白人。ただしレッドネックが白人の男を指すのに対し、こちらは女を限定することもある）

### 政治における色
政治の世界においては、色が特定の政治的な立場を現すことがよくある。

#### 赤
赤は左翼・社会主義・共産主義を形容する色としてよく使われ、党派的にも容共で政府・資本家に反く側を表す。一説には、1848年革命やパリ・コミューンの時に、革命軍が掲げていた三色旗が血に染まって赤くなったから、左翼的立場を形容するのに赤を使うようになったとされる。

ソビエト連邦の国旗
ベトナムの国旗
ドイツ共産党の党旗
日本共産党の党章

#### 白
白は右翼・反共主義・王党派・復古勢力を指す色として使われる。反共で政府・資本家に親しい側を指す。フランスの王党派が使い始めたのが最初で、フランスのブルボン家の白百合紋章に由来する。以来、反革命軍は白旗を目印として、右翼的立場を形容するのに白を使うようになった。白系ロシア人、白色テロなど。

フランス復古王政の国旗
フランス王党派の旗

#### 黒
黒はアナキズムを象徴する色として使われる。日本では、天皇の臣下を意味する色として利用される事があった。また、しばしばファシズムの象徴として使われる。ベニート・ムッソリーニのファシスト党は、制服の色として使った。
- ファシスト党の党旗
- 無政府主義の象徴黒色のサークルA

#### 青
青は保守主義を形容する。

#### 黄
黄色は労資協調主義や自由主義・リベラル派を形容する。御用組合は俗に「黄色組合」とも言われ、黄色は容共かつ政府・資本家に親しい党派を表す。

#### 緑
緑は環境保護派や「緑の党」を形容する色として広く使われている。イスラムを象徴する色としても利用される。

同盟90/緑の党の党旗
サウジアラビアの国旗
カダフィ政権期のリビアの国旗
ハマースの党旗

#### 茶
茶色や褐色は独裁主義やナチズムを形容する。これは、ナチ党の突撃隊(SA)の制服にちなむ。また、茶色の代わりに、赤と黒の組み合わせで示される場合もある（例：クメール・ルージュ）。

#### 複数の色の組み合わせ
国旗には、アイルランドの国旗などのように、各色が意味を持っており、その組み合わせと配置で国家の在り方を示している場合がある。
また、レインボーフラッグのように、複数の色を組み合わせること自体で政治的主張を表わす場合もある。

### 商業における色
日本では、JAPAN FASHION COLOR ASSOCIATION (JAFCA) が毎年流行色を決めている。

#### 自動車
自動車の外板色の好みには、その土地の気候風土や文化が関わっており、自動車メーカーでは仕向地ごとの色の設定や生産割合を細かく決めている。近年はグローバル化が進んで均されて来てはいるが、地域的な差は高級車では少なく、大衆車で顕著であった。車種やカテゴリによっても傾向に違いはあるが、各仕向地の大まかな嗜好としては、
- 北米 - 濃色、淡色を問わずメタリックが好まれ、赤や黄色などのソリッドカラーも常に一定の需要がある。日欧のメーカーは、自国内向けに設定が無い場合でも、北米向けには濃緑、濃赤、濃茶、水色、ベージュ、シャンパンゴールドなどを設定してきた。また、数は少ないが、ソリッドピンクに代表される、突飛なビバリーヒルズカラーの存在も特徴である。
- 欧州 - 近年はグローバル化で地域的な特徴は薄れつつあるが、以前は大衆車を中心に、鮮やかなものから渋い色合いまで、多様なソリッドカラーが用いられていた。
- オーストラリア、中東 - SUV、クロスカントリーカー、ピックアップトラックを中心にサンドベージュと白が好まれ、中東にはオプションでフロントグリルやエンブレム（バッジ）にゴールド調めっきのものが用意されていることも特徴である。
- 日本 - クラスやカテゴリの別無く白の需要が高い。

自動車業界では自動車メーカーの都合や広告代理店の仕掛け、塗料メーカーの技術開発などで、外板色の流行が繰り返されてきた。日本の販売統計（発売後のプレスリリースには、購入層別、グレード別などの他、色別の販売台数比率も掲載されている。）では、バブル期などの好景気にはパール、濃色系のマイカやメタリック、鮮やかなソリッドカラーを中心に非常に多様となり、ツートーンカラーの設定も多いが、不景気になると白と銀（灰色系メタリック）に偏る傾向があり、メーカーも白、銀、紺などに色数を絞る。この時期にはスポーツカーなどの趣味性が強く、特徴的な色が設定されることの多い車種も、生産を減らすか、廃止に追いやられる場合が多い。一方、軽自動車やコンパクトカーのうち、可処分所得の高い女性層に向けた車種では、景気動向に影響されながらも（色の追加と廃止を頻繁に繰り返し、全体の色数を減らしてコストを抑える）多様な外板色が設定されている。
塗料としての性質は、カーボンを含む黒は耐久性・耐候性に優れ、焼付け時の熱吸収が良く、乾燥・硬化が速い（フォード・モデルTを参照）。顔料の粒子が大きい白はそれに次ぐ耐久性・耐候性を持つ。隠蔽力もこの順に高く、ソリッドカラーの場合、これらの色は低コストでもあり、公用車や社用車、商用車にこれらの色が多い理由にもなっている。ハイソカーブームで人気となったスーパーホワイトは、当初高額車のみに設定されていた。この場合専用の白い下地塗料を用意する必要はあるが、車両価格に対し、塗料と塗装のコストの割合は低くなり、利益率が増す。
逆に黄、橙、赤は隠蔽力が低く、発色を良くする場合には専用のサーフェーサーを用いる。これらの色は耐候性も低く、退色が目立ちやすい。

#### 鉄道
ユニバーサルデザインの一環として、鉄道路線ごとに色を分けたラインカラーの導入が増えている。
車体色はその鉄道会社を表すものであったが、維持コスト低減に有利なステンレス車両の普及やアルミ車両の無塗装化が進み、多くの車両がフィルム帯を貼付けるのみとなっている。この帯色はラインカラーの表示を兼ねる場合もある。

#### 玩具
- 玩具業界では、黒い玩具は売れない、と言われていたが、ダッコちゃん人形がそれを覆した。
- コンシューマーゲーム業界では、黒の据え置きハードは売れないと言われていたが、PlayStation 2がそれを覆した。
- レゴブロックは、子供が兵器を模して遊ばないようにと、迷彩色に多い緑のブロックを極力作らなかった[17]。

#### 企業・大学・音楽グループ
企業や団体などの組織を象徴する色をコーポレートカラーと言う。大学（その他学校法人）を象徴する色をスクールカラーと言う。音楽活動を行うグループのメンバー個々に定義づけられた色のことをメンバーカラーと言う。